# Juan Happy Love Story
Juan Happy Love Story es una serie de televisión filipina transmitida por GMA Network desde el 16 de mayo hasta la 2 de septiembre de 2016. Está protagonizada por Heart Evangelista y Dennis Trillo.

## Elenco

### Elenco principal
- Dennis Trillo como Juan dela Costa, Jr.
- Heart Evangelista como Happy Villanueva-dela Costa.
- Joross Gamboa como Robert "Bob" Agoncillo.
- Kim Domingo como Agatha Samaniego.

### Elenco secundario
- Gloria Romero como Imelda "Mameng" Valencia.
- Gardo Versoza como Rodrigo "Boyong" Villanueva.
- Lotlot De Leon como Marissa "Isay" Canlas-Villanueva.
- Erika Padilla como Joy Villanueva-Agustín.
- Rob Moya como Kyle Ignacio.
- Vince Gamad como Glenn.
- Vincent Magbanua como Lucky Villanueva.
- Arianne Bautista como Sahlee.
- Dominic Roco como Henry Agustín.
- Koreen Medina como Lorraine Samaniego-Ignacio.
- Nick Lizaso como Carlos "Caloy" Valencia.
- Leanne Bautista como Love "Katkat" dela Costa.
- Ashley Cabrera como Lenlen Agustín.

### Elenco de invitados
- Mickey Ferriols como Jarina dela Costa.
- Pen Medina como Kptn. Danny
- Kim Last como Alex.
- Jinri Park como Lyla.
- Mariam Al-Alawi como Ava.
- Carl Cervantes como Rasul.
- Faith da Silva como Adarna.
- Pauline Mendoza como Happy Villanueva (joven).
- Carl Acosta como Juan dela Costa (joven).